# Bioštica (Krivaja)
Bioštica je rijeka u istočnom dijelu Bosne i Hercegovine.
Duga je oko 30 kilometara. Bioštica izvire ispod planine Devetak kod sela Knežine u općini Sokolac. Dvije najveće pritoke su joj Blatnica i Kaljina. Zajedno s rijekom Stupčanicom koja joj se pridružuje u Olovu čini rijeku Krivaju. 
Bioštica je, kao i njene pritoke, bogata ribom, napose potočnom pastrvom i lipljenom.

## Vanjske poveznice
|  | Zajednički poslužitelj ima još gradiva o temi Bioštica |